# Baie de Start
La baie de Start (en anglais : Start Bay) est une baie du Devon sur la Manche, globalement située entre le fleuve Dart et le promontoire de Start Point (en).